# Tjørnuvík
Tjørnuvík (dánsky Tjørnevig) je vesnice se 48 obyvateli na Faerských ostrovech. Leží na ostrově Streymoy. Administrativně spadá pod obec Sunda. Ve vesnici je kostel z roku 1937. Původně byl ve vsi starý kostel, který byl ale v roce 1858 rozložen, přenesen přes hory do Saksunu a znovu sestaven. Tjørnuvík je významné místo pro faerskou historii, na kterém jsou cenné archeologické nálezy z vikinských dob.